# 후고 슈페를레

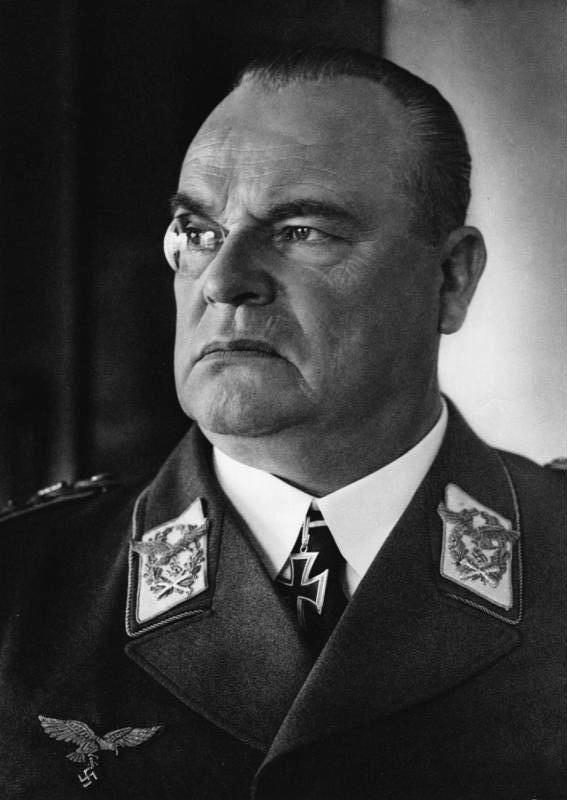
1940년의 슈페를레

빌헬름 후고 슈페를레(독일어: Wilhelm Hugo Sperrle, 1885년 2월 7일~1953년 4월 2일)는 독일의 군인이다., 제1차 세계 대전 당시 나치 독일의 비행사였으며 제2차 세계 대전 당시 루프트바페의 야전원수(Generalfeldmarschall)를 지냈다.
슈페를레는 1903년에 독일 육군 (독일 제국)에 입대했다. 제1차 세계 대전이 발발하자 포병으로 복무했다. 1914년에 그는 독일 제국 항공대에 관찰자로 합류한 후 조종사 훈련을 받았다. 슈페를레는 야전군의 공중 정찰 부대를 지휘하는 대장(Hauptmann) 계급으로 전쟁을 끝냈다.
전쟁 기간 동안 슈페를레는 독일 국방군의 참모로 임명되어 공중전 부문에서 바이마르 공화국에 봉사했다. 1934년 나치당이 권력을 장악한 후 슈페를레는 소장(준장)으로 승진하고 육군에서 루프트바페로 이적되었다. 슈페를레는 1936년 11월 콘도르 군단의 지휘권을 받았고 1937년 10월까지 스페인 남북전쟁에 원정군과 함께 싸웠다.
1939년 9월 폴란드 침공으로 제2차 세계대전이 시작됐다. 슈페를레와 그의 항공 함대는 서부 전선에서만 독점적으로 복무했다. 그는 1940년 프랑스 전투와 영국 전투에서 중요한 역할을 했다. 1941년 슈페를레는 영국 대공습 동안 작전을 지휘했다. 1941년 중반부터 그의 항공 함대는 서부 지역의 유일한 사령부가 되었다. 1941년부터 1942년까지 그는 왕립 공군과 1943년부터 미 육군 공군에 맞서 독일이 점령한 유럽을 방어했다. 슈페를레의 지휘권은 연합 폭격기 공세에 의해 그에게 강요된 소모전에서 고갈되었다.
1944년 중반까지 슈페를레의 항공 함대는 무기력해졌고 서유럽에서 연합군의 상륙을 격퇴할 수 없었다. 결과적으로 슈페를레는 총통예비군(Führerreserve)에서 해고되었으며 다시는 고위 지휘권을 갖지 못했다. 1945년 5월 1일 그는 영국군에 포로로 잡혔다. 전쟁이 끝난 뒤 최고사령부 재판에서 전쟁범죄 혐의로 기소됐으나 무죄를 선고받았다.